# Peter Ehlers (Fußballspieler, 1966)
Peter Ehlers (* 4. September 1966) ist ein ehemaliger deutscher Fußballspieler.

## Leben
Ehlers spielte beim ETSV Altona in der Hamburger Landesliga. Er war Mitglied der Amateurauswahl des Hamburger Fußball-Verbandes, mit welcher er am Länderpokal teilnahm und im Februar 1987 bei einem Großfeld-Hallenturnier in Leningrad antrat. 1987 wechselte der Mittelfeld- und Angriffsspieler, der zuvor auch das Interesse des Hamburger SV auf sich gezogen hatte, zu Rot-Weiss Essen. Für die Mannschaft bestritt er in der Saison 1987/88 zwölf Spiele in der 2. Fußball-Bundesliga. Im Sommer 1988 schloss er sich Altona 93 (Oberliga Nord) an und lief sechs Jahre für die Hamburger auf. Nach dem Oberliga-Abstieg 1993 trat er mit Altona in der Verbandsliga Hamburg an. Nach einem Abstecher zum SV Lurup (Regionalliga) (Saison 1994/95) verstärkte Ehlers ab 1995 den VfL Pinneberg (Oberliga) und blieb bis 1997.
Von 1997 bis 2001 spielte er bei Rasensport Elmshorn (zeitweise gleichzeitig Co-Trainer von Elmshorns Trainer Eugen Igel) sowie anschließend beim Kummerfelder SV. In Kummerfeld war er auch Trainer. Er war beruflich in einer von seinem Freund und ehemaligen Mannschaftskollegen Ralf Palapies betriebenen Veranstaltungsagentur mit Sitz in Ellerhoop tätig.
Als Trainer arbeitete Ehlers in der Saison 2004/05 beim Wedeler TSV, von 2005 bis Juni 2011 und von 2012 bis März 2016 für den TSV Uetersen. 2015 gehörte Ehlers zu den Gründern des Vereins Rasensport Uetersen und übernahm dort 2016 das Traineramt, welches er bis Saisonende 2019/20 innehatte. In dieser Zeit führte er die Mannschaft zu vier Meisterschaften in Folge und damit von der Kreisliga bis in die Landesliga. Im September 2020 wurde er Trainer der zweiten Mannschaft von Rasensport Uetersen, im November 2021 übernahm Ehlers wieder das Traineramt bei Uetersens erster Mannschaft in der Landesliga. Er war bis zum Ende der Saison 2021/22 im Amt, blieb als Vorstandsmitglied aber in die Arbeit des Uetersener Vereins eingebunden.